# 袁淑
袁淑（408年—453年3月16日），字阳源，陈郡阳夏（今河南太康）人。東晉丹陽尹袁豹幼子，南朝宋時期官員，官至太子左衛率，太子劉劭發動兵變弒父奪位時，袁淑因持反對意見並不作配合，遂被殺害。

## 生平
袁淑年紀小小就已經有其獨有的行為風範，故才數歲就得伯父袁湛以「此非凡兒」稱許，十多歲時亦獲姑丈王弘賞識重視。袁淑先後獲豫州主簿、著作佐郎及太子舍人的任命，但袁淑都拒絕接受任命。後來彭城王劉義康選了他當自己的軍司祭酒，然而義康本人其實根本對文學之事不感興趣，故雖然表現得很禮敬，但因志趣不同，彼此關係不密切。袁淑的表兄劉湛當時是義康的親信，劉湛亦有意招攬袁淑到自己這邊，可是袁淑並不願意，就更令袁淑與義康一黨人關係疏離，袁淑亦因而賦詩自況：「種蘭忌當門，懷璧莫向楚。楚少別玉人，門非植蘭所」最終他以久病而免去官職。袁淑接著先後當過衡陽王劉義季的右軍主簿、臨川王劉義慶的衞軍諮議參軍、司徒左西屬、宣城太守、中書侍郎等職。後因守母喪而離職，喪期完後當太子中庶子。
元嘉二十六年（449年）轉尚書吏部郎，同年宋文帝發動北伐，袁淑外任始興王劉濬的征北長史、南東海太守。隨後還任御史中丞。後來又改任太子左衛率。
元嘉三十年（453年），太子劉劭與始興王濬決定發動兵變奪取帝位，起事當晚二更時就召了袁淑及前太子中庶子蕭斌，哭訴宋文帝聽信讒言快要廢掉他，故此決定明早就舉事，請二人幫助他。二人聽罷都表示反對，說：「自古無此，願加善思。」但劉劭隨即發怒，蕭斌恐懼之下即立即表示支持，但袁淑仍舊堅持反對，劉劭就更加憤怒，問他：「事當克不？」袁淑答以肯定但亦稱大禍將會緊隨，說：「居不疑之地，何患不克。但既克之後，為天地之所不容，大禍亦旋至耳。願急息之。」不過劉劭主意已定，給了袁淑等官屬袴褶及去主衣處取錦布，將錦布製成一些布條讓袁淑等人將袴褶縳緊，以便行事。袁淑隨後回宮省當值，繞床而行，到四更時就睡著了。天將亮時，劉劭和蕭斌已坐在車上準備出發，遂急召袁淑，但袁淑仍在睡，劉劭於是在奉化門停候並屢次派人催促。袁淑在催促下才慢慢起身出來，但到了奉化門後卻不肯上車，劉劭於是命人將他就地殺害，享年四十六歲。
同日，劉劭弒殺親父宋文帝，即位為帝，給袁淑追贈太常，賜予甚多。不久劉駿起兵消滅劉劭，自登帝位，他褒揚袁淑之忠，遂改贈其侍中、太尉，諡為忠憲公。

## 性格特徵
- 袁淑雖然不治章句，但博學多才，有才辯，而且喜歡寫文章，詞藻亦很優美，更是「文冠當時」[1]。
- 袁淑喜歡誇張任誕之舉，遂被當時人嘲笑。
- 因為不同意太子兵變奪位之舉，袁淑以身死節，而他的兩位侄兒袁顗及袁粲分別因為對抗殺宋前廢帝登位的宋明帝以及篡奪劉宋政權的齊高帝而死，因著他們的事蹟，陳郡袁氏遂在《南史》中被評為「世蹈忠義」。

## 著作
- 《俳諧文》十五卷，已佚。

## 子女
- 袁幾
- 袁敳，步兵校尉。
- 袁稜
- 袁凝，宋明帝即位後支持劉子勛政權，子勛政權敗後歸降，歷任冠軍主簿、御史中丞及晉陵太守。
- 袁標
- 袁峻，〈袁仁敬墓志〉作袁浚，南朝梁文學家[2]。
- 袁妙□，嫁劉義融第五子劉季[3]。

## 延伸阅读
[在维基数据编辑]
 在维基文库阅读此作者作品
 《宋書·卷70》，出自沈约《宋书》